# 3031 Houston
3031 Houston è un asteroide della fascia principale. Scoperto nel 1984, presenta un'orbita caratterizzata da un semiasse maggiore pari a 2,2360147 UA e da un'eccentricità di 0,0979641, inclinata di 4,33845° rispetto all'eclittica.
L'asteroide è dedicato all'astrofilo americano Walter Scott Houston.